# Arriba Saia
Arriba Saia, ook wel Umbigo de Tainha genoemd, is een chilipeper behorend tot de soort Capsicum chinense. 

## Verspreidingsgebied
Deze chilipeper is inheems in Brazilië en is endemisch in  het noordoosten van het land. Daarnaast wordt Arriba Saia gekweekt in de staat Minas Gerais.

## Kenmerken
De tropische peperplant bereikt een lengte van ongeveer 150 centimenter. De vruchten van de Arriba Saia zijn oranjegeel bij rijpheid. Onrijpe vruchten zijn groen.

## Gebruik
In de Braziliaanse keuken wordt Arriba Saia als smaakmaker gebruikt in sauzen, marinades en in stoofschotels zoals moqueca.